# Odynerus santavincenti
Odynerus santavincenti är en stekelart som beskrevs av William Harris Ashmead 1900. Odynerus santavincenti ingår i släktet lergetingar, och familjen Eumenidae. Inga underarter finns listade i Catalogue of Life.